# Detektivbyrån
Detektivbyrån ("The Detective Agency") – szwedzki zespół muzyczny, tworzący w gatunku electronica i muzyka folkowa. Tworzą go: Anders "Flanders" Molin (akordeon, pozytywka), Martin "MacGyver" Molin (dzwonki, fortepian, Theremin) i Jon Nils Emanuel Ekström (perkusja, pozytywka, dzwon).
W latach 2006–2009 zespół intensywnie koncertował, wziął także udział w kilku szwedzkich programach radiowych i telewizyjnych, w tym w MTV Europe.
3 września 2008 roku Detektivbyrån wydał swój pierwszy album, Wermland. Zespół został nominowany do dwóch nagród Grammis.
W lutym 2009 roku, Jon Nils Emanuel Ekström opuścił zespół, po czym jego miejsce zajął Marcus Sjöberg.
W sierpniu 2010 roku zespół został rozwiązany.
Po rozpadzie Martin Molin oraz Marcus Sjöberg wraz z dwoma innymi artystami założyli zespół muzyczny Wintergatan.
Anders "Flanderz" Molin powrócił do swojego marzenia o byciu człowiekiem orkiestrą.

## Dyskografia

### Albumy
- E18 Album (2008)
- Wermland (2008)

### Minialbumy
- Hemvägen (2006)

### Single
- Detektivbyrån - Hemstad (2007)
- Lyckans Undulat (2007)